# Анастасія Головіна
Анастасія Ангелівна Ніколау, у шлюбі Головіна (17 жовтня 1850, Кишинів — 5 березня 1933, Варна) — болгарська лікарка, психіатр, благодійниця російського походження. Перша жінка-лікарка з вищою освітою в Болгарії і засновниця першого сирітського будинку у Варні. Учасниця обох Балканських воєн і Першої світової війни.

## Життєпис

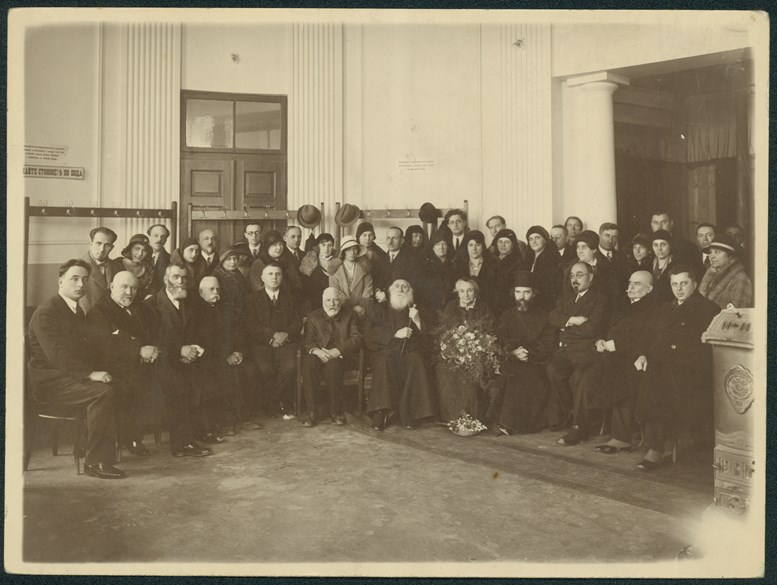
На 80-річчі Анастасії Головіної. Зліва направо сидять: лікарі Ганєв і Шишков, двоє невідомих осіб, лікарі Божков і Піскюлієв, митрополит Симеон (Попов), Анастасія Головіна, єпископ Андрій, лікарі Недялков, Попов і Скорчев. У другому ряду: лікар Хаджолян, В. Пашев, стоматологи Папазян, Моллов і Кр. Пашев, акушерки Аврамова і Спасова, пасерб Юрій Головін, лікар Мішин, Люба Свракова

Народилася 17 жовтня 1850 року в Кишиневі. Батько — Ангел Петрович Ніколау, міський голова Кишинева. Дядько за материнською лінією — Кирило Мінков, уродженець Калофера, кишинівський купець.
Закінчила французьку школу в рідному місті, пізніше працювала стенографісткою. Після смерті батька виїхала в Цюрих, де вступила до університету і вивчала медицину. Належала до російського революційного студентського руху, за що відрахована з університету і продовжила навчання в Парижі. Закінчила Паризький університет 1878 року, захистивши в Сорбонні докторську дисертацію на тему «Гістологічне вивчення стінок артерій», чим вразила психіатра Жана Мартена Шарко, і стала першою болгарською жінкою-випускницею Сорбонни.
Потім переїхала до Болгарії, де працювала як лікарка-психіатркиня у різних організаціях: співробітницею служби охорони здоров'я Тирновської громади, лікаркою 1-й Софійській гімназії для дівчаток і лікаркою-ординаторкою в Александровській лікарні. 1888 року працювала в Пловдиві, потім повернулася до Варни, де працювала протягом 1889—1893 років. Учасниця обох Балканських воєн і Першої світової війни. Член Варненського археологічного товариства та жіночого благодійного товариства «Милосердя». Нагороджена почесним знаком Болгарського червоного хреста 1922 року.
Чоловік — Олександр Головін, російський та болгарський чиновник.

## Дослідницька діяльність
Головіна цікавилася передумовами і симптомами різних психічних розладів, описуючи такі захворювання, як ідіотія, манія величі, деменція, хвороба Гантінгтона. Її нововведення застосовувалися судово-медичними експертами в Болгарії під час розтинів і уточнення причин смерті. Головіна є авторкою багатьох наукових і науково-популярних праць у галузі медицини, опублікованих у болгарських і зарубіжних виданнях.

## Благодійність
Головіна займалася громадською і благодійною діяльністю. 1915 року як голова Жіночого благодійного товариства «Милосердя» підтримала відкриття сирітського притулку у Варні. 1919 року зробила пожертвування в пам'ять про свого чоловіка для утримання малозабезпечених і талановитих учнів Варненської чоловічої гімназії імені Фердинанда I. 27 травня 1919 року її зусиллями відкрито благодійний фонд. Керувала вчительською радою гімназії, її фонд був включений до складу фонду «Спадкодавці і дарувальники». До 1944 року у фонді було 13 350 болгарських левів. До 1940 року фонд щорічно виділяв допомогу в розмірі від 380 до 780 левів незаможним вихованцям Варненської чоловічої гімназії: серед одержувачів допомоги були Тодор Стоїчков, Георгі Трипчев, Янакі Ватев, Іван Добрев та ін. В 1941—1943 роках кошти не виділялися, а 1948 року фонд було закрито.
1927 року будинок Анастасії Головіної подаровано філії Союзу захисту дітей у Варні, а вдома відкрито медичну консультацію для дітей, де проводилися курси медичної грамотності для молодих дівчат і матерів. Консультацію підтримувало благодійне товариство «Доктор Анастасія Головіна», засноване 12 грудня 1933 року (в ньому брав участь пасерб Анастасії Юрій), яке постачало їжу та одяг нужденним дітям і бідним вагітним жінкам. В кінці життя частину коштів Анастасії Головіної передано школі м. Бєлорєцьк (Башкирська АРСР), де вчився її чоловік Олександр; листування з князем Олександром I Баттенбергом та іншими політичними діячами передано Національній бібліотеці Святих Кирила і Мефодія. Значна частина медичної літератури заповідана Варненській міській бібліотеці імені Пенчо Славейкова.